# Kepler-távcső
A Kepler-távcső a Johannes Kepler (1571–1630) által kifejlesztett és 1611-ben bemutatott távcső, amely egy gyűjtő tárgy- és egy ugyancsak gyűjtőhatású szemlencséből áll.
A Kepler által alkalmazott optikai megoldás minőségi ugrást jelentett az addig Galilei által alkalmazott rendszerrel szemben.
Galilei szemlencsének szórólencsét alkalmazott, aminek hátránya, hogy nagyobb nagyításoknál a távcső látómezeje kicsi, mert a kilépési pupilla a szemlencse előtt fekszik, és így a szem számára nem hozzáférhető.
A Kepler-féle megoldás ezt a hiányosságot kiküszöböli azáltal, hogy a szem számára elérhetővé teszi a kilépő pupillát. 

## Leírása

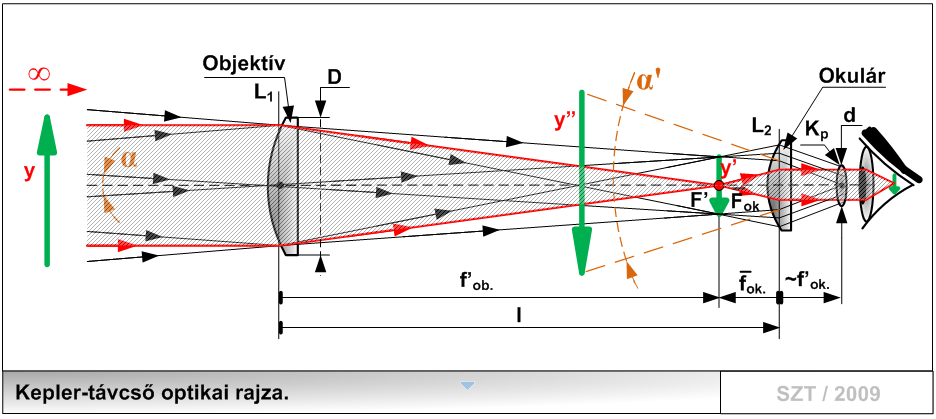

Az L1 objektív (tárgylencse) a végtelenben fekvő y tárgyról valódi (ernyőn felfogható), fordított állású, kicsinyített y’ képet állít elő az F’ képoldali gyújtópontjában.
Ezt az úgynevezett y' köztes képet a lupe (nagyító) szerepét betöltő L2 okuláron keresztül felnagyítva mint virtuális (látszólagos, ernyőn nem felfogható) y" képet szemléljük alkalmazkodott szem esetében a végtelenbe vetítve (teleszkopikus rendszer).
Abban az esetben, amikor a szem nem alkalmazkodott a végtelenre, az L2 okuláron keresztül szemlélt kép a tisztalátás távolságában (~250 mm) keletkezik, és az okulár tárgyoldali gyújtópontja (–Fok) már nem esik egybe az  L1 objektív képoldali F’ gyújtópontjával, hanem kis mértékben eltolódva az L1 - F’ gyújtópontján belül helyezkedik el.
A ábrán láthatóan  az L1 tárgylencse  képoldali F’ gyújtópontja egybeesik az okulár (–Fok) tárgyoldali gyújtópontjával.
Ebben az esetben az L1 - L2 lencsekombináció egy úgynevezett teleszkopikus rendszert alkot, amelynek sajátossága, hogy egy belépő párhuzamos sugárnyalábnak egy kilépő párhuzamos sugárnyaláb felel meg (lásd az ábrán a satírozott részt). Ekkor az eredő rendszer gyújtótávolsága végtelen nagy, az y tárgy is a végtelenben van, és az y" kép is.

## A távcső nagyítását leíró egyenletek
{\displaystyle N={\frac {tg\alpha '}{tg\alpha }}}  = {\displaystyle {\frac {fob}{fok}}} = {\displaystyle {\frac {D}{d}}}
Ahonnan:
- Az α' az a látószög, mely alatt az okulár középpontjából a végtelenben levő tárgyat látjuk, α pedig az a látószög, mely alatt a végtelenben levő tárgyat távcső nélkül látjuk.
- Az f'ob az  L1 objektív képoldali  gyújtótávolsága, a fok az okulár tárgyoldali gyújtótávolsága.
- A D a belépő pupilla, a d a kilépő pupilla.

Az ábrán láthatóan a távcsőben kettős a leképezés:
1. Az  L1 objektív leképezi a végtelenben fekvő vizsgált tárgyat az F' gyújtópontba, erről az okulár nagyított látszólagos fordított y" képet állít elő.
2. Az okulár a D belépési pupillát, amely nem más, mint az objektív szabad nyílása, mint tárgy, leképezi és erről valódi képet állít elő az okulár túlsó oldalán a  Kp pontban a néző szeme felé.

A belépési pupilláról így kapott valódi kép átmérője a d  kilépő pupilla.
Mivel a távcsőbe való nézéskor a távcső képmezejének (amit az okulár mezőrekesz-átmérője határoz meg) teljes átlátása végett szemünket a kilépő pupillába kell helyezni, jelentős szerepet tölt be a kilépő pupilla helye és nagysága.
Növekvő nagyítással a kilépő pupillának az okulártól való távolsága (min. 10–12 mm) és átmérője fokozatosan csökken.
A D belépő pupilla átmérőjének ismeretében, valamint a d kilépő pupilla  dinaméterrel történő megmérése ismeretében, a távcső (távcsövek) nagyítása egyszerűen  meghatározható, anélkül, hogy ismernénk az egyes optikai elemek gyújtótávolságát.

## Alkalmazása

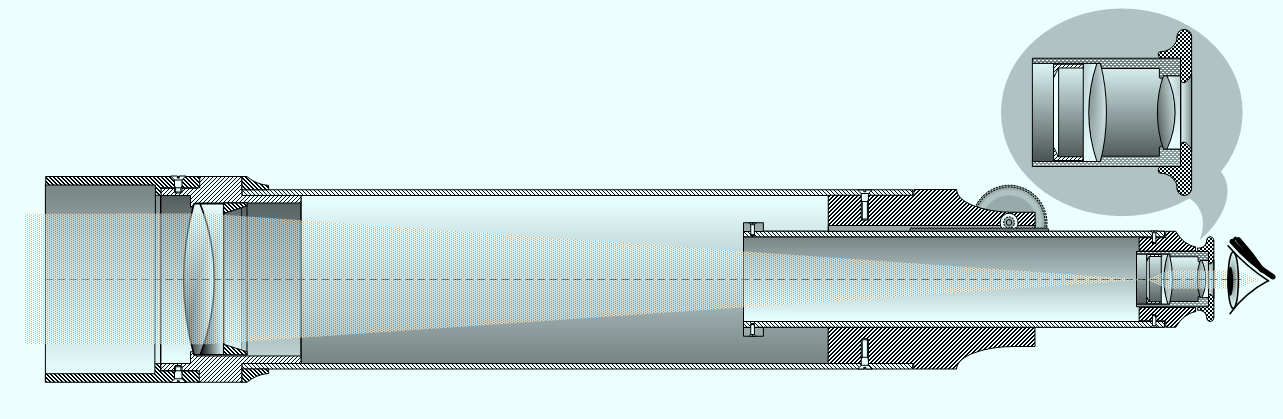
Egyszerű Kepler-féle távcső

A fordított kép miatt (a keletkezett y" kép az y tárggyal nem azonos képtérben keletkezik) a gyakorlatban csillagászati távcsőként, valamint különböző optikai műszerek megfigyelő távcsöveként alkalmazzák.
Földi megfigyelés céljára a fényútba helyezett optikai lencse (lencserendszer), prizma (prizmarendszer) segítségével a képet visszafordítják.
A képfordító rendszer hatására egyenes állású oldalhelyes képet kapunk, amely már alkalmassá teszi a Kepler-féle távcsövet földi megfigyelésre is.